# Ukleti Holandez
Ukleti Holandez (engleski Flying Dutchman) je ukleti brod koji nikada ne može doći u matičnu luku nego mora ploviti preko svih sedam mora zauvijek. Iako je doslovan prijevod Leteći Nizozemac, u Hrvatskoj se ustalio naziv Ukleti Holandez ili Leteći Holandez. Obično ga se može vidjeti u oluji obasjanog sablasnim svjetlom. Ako se približi drugom brodu, njegova posada će preko njega pokušati poslati na kopno pisma upućena ljudima koji su odavno umrli.

## Korijeni legende
Prema nekima, priča je nizozemska. Drugi tvrde da je zasnovana na engleskom romanu The Phantom Ship iz 1837. No svi se slažu da se radi o brodu iz 17. stoljeća koji je pripadao trgovačkom društvu Nizozemska Istočnoindijska kompanija. Plovio je na ruti od Europe do Indije i kada je prolazio kraj rta Dobre nade, koja je najjužnija točka Afrike, zapao je u oluju. Tada se kapetan zakleo da će obići rt pa makar morao ploviti do Sudnjega dana. Drugi izvori kažu da se na brodu tijekom plovidbe dogodio strašan zločin pa se posada zarazila kugom zbog čega nisu smjeli uploviti ni u jednu luku. Od tada, brod i njegova posada su osuđeni da plove zauvijek i da se nikada ne iskrcaju na obalu. Prema nekima, to se dogodilo 1641., prema drugima 1680. a prema nekima 1729. Legenda kaže da svaki brod koji na otvorenom moru susretne Ukletog Holandeza očekuje neka strašna nesreća. Po nekima, naziv Ukleti Holandez se ne odnosi na brod nego na njegovog kapetana.

## Pojavljivanja
Neki tvrde da je priča o Ukletom Holandezu samo legenda dok drugi tvrde da je istinita priča. 
11. srpnja 1881. britanski ratni brod Bacchnate je u južnom Atlantiku susreo Ukletog Holandeza. Dva broda su se u oluji gotovo sudarila. Mornari s britanskog broda su kasnije posvjedočili da su na jarbolima drugog jedrenjaka vidjeli ljudske kosture kako skupljaju jedra. Jedan od časnika na britanskom brodu je bio britanski princ koji je kasnije postao kralj George V. On je također posvjedočio da je drugi brod bio obasjan sablasnim crvenim svjetlom.
1911. britanski brod Orkney Belle je ugledao Ukletog Holandeza. 1914. Orkney Belle je bio prvi britanski brod potopljen u prvom svjetskom ratu.
U ožujku 1939. na jugu Afrike 60 ljudi je s obale vidjelo jedrenjak iz 17. stoljeća u oluji.
1941. jedan brod britanske ratne mornarice je u Atlantskom oceanu ugledao Ukletog Holandeza koji se rasplinuo poput magle na suncu.
1942. admiral njemačke ratne mornarice Karl Dönitz je izjavio da je jedna njemačka podmornica kod rta Dobre nade vidjela jedrenjak iz 17. stoljeća. Mornari su izjavili da je brod plovio pod punim jedrima iako na moru nije bilo ni daška vjetra.
1943. u blizini Cape Towna u južnoj Africi četvero svjedoka je vidjelo na pučini sablasni jedrenjak koji je jednostavno nestao pred njihovim očima.
Jedno od mogućih objašnjenja za takva viđenja je fatamorgana (,   Arhivirana inačica izvorne stranice od 24. kolovoza 2006. (Wayback Machine)). 

## U popularnoj kulturi
- Legenda o Ukletom Holandezu nagnala je njemačkog skladatelja Richarda Wagnera da napiše istoimenu operu čija je premijera održana u Dresdenu 1843. U operi se govori o nizozemskom kapetanu Van der Deckenu koji je prokleo Boga i bio osuđen vječno ploviti. Može stupiti na kopno tek svakih sedam godina.

- U videoigri Alone in the Dark 2, Ukleti Holandez je brod zloglasnog pirata Jednookog Jacka.

- U američkom strip serijalu Marvel Comics, kapetanovo ime je Joost van Straaten. Tijekom 18. stoljeća njegov brod je potonuo u oluji, te se on utopio s čitavom svojom posadom. No dok je njegova posada mogla otići u raj, natprirodni zločinac Mephisto bacio je kletvu na njegovu dušu da vječno plovi morima te je s vremenom postao poznat kao Ukleti Holandez. U 20. stoljeću Holandez se borio protiv Srebrnog letača.

- Jedna jedrilica za oceanske utrke je nazvana Ukleti Holandez.

- Ukleti Holandez se pojavljuje u filmu Pirati s Kariba: Mrtvačeva škrinja. Neuobičajeno za brodove, on u filmu može roniti i naoružan je parom trostrukih topova povezanih u nešto nalik zastarjelom mitraljezu. Njime zapovijeda Davy Jones, zao duh mora koji može stupiti na kopno tek svakih deset godina. Ukleti Holandez se pojavljuje i u nastavku tog filma, Pirati s Kariba: Na kraju svijeta.

- U filmu Pandora i Ukleti Holandez kapetan se zove Hendrick van der Zee i zbog toga što je u nastupu ljubomore ubio svoju suprugu mora vječno ploviti morima. Može stupiti na tlo svakih sedam godina kako bi potražio ženu koja bi bila spremna umrijeti za njega. Kapetana u filmu glumi James Mason.
- Nizozemski nogometaš Dennis Bergkamp za vrijeme igranja u Arsenalu prozvan je nadimkom Non-Flying Dutchman (hrv. Neleteći Holandez, tj. Neleteći Nizozemac) zbog svog straha od letenja.